# Алістер Аллан
Алістер Аллан  (англ. Alister Allan, 28 січня 1944) — британський стрілець, олімпійський медаліст.

## Виступи на Олімпіадах
| Олімпіада         | Дисципліна                                     | Місце |
| ----------------- | ---------------------------------------------- | ----- |
| Мехіко 1968       | дрібнокаліберна гвинтівка, 50 м, лежачи        | 9     |
| Монреаль 1976     | дрібнокаліберна гвинтівка, 50 м, лежачи        | =51   |
| Лос-Анджелес 1984 | дрібнокаліберна гвинтівка, 50 м, три положення | 3     |
| Лос-Анджелес 1984 | дрібнокаліберна гвинтівка, 50 м, лежачи        | 4     |
| Сеул 1988         | дрібнокаліберна гвинтівка, 50 м, три положення | 2     |
| Сеул 1988         | дрібнокаліберна гвинтівка, 50 м, лежачи        | 5     |
| Барселона 1992    | дрібнокаліберна гвинтівка, 50 м, три положення | =38   |
| Барселона 1992    | дрібнокаліберна гвинтівка, 50 м, лежачи        | =43   |